# У Мзоли

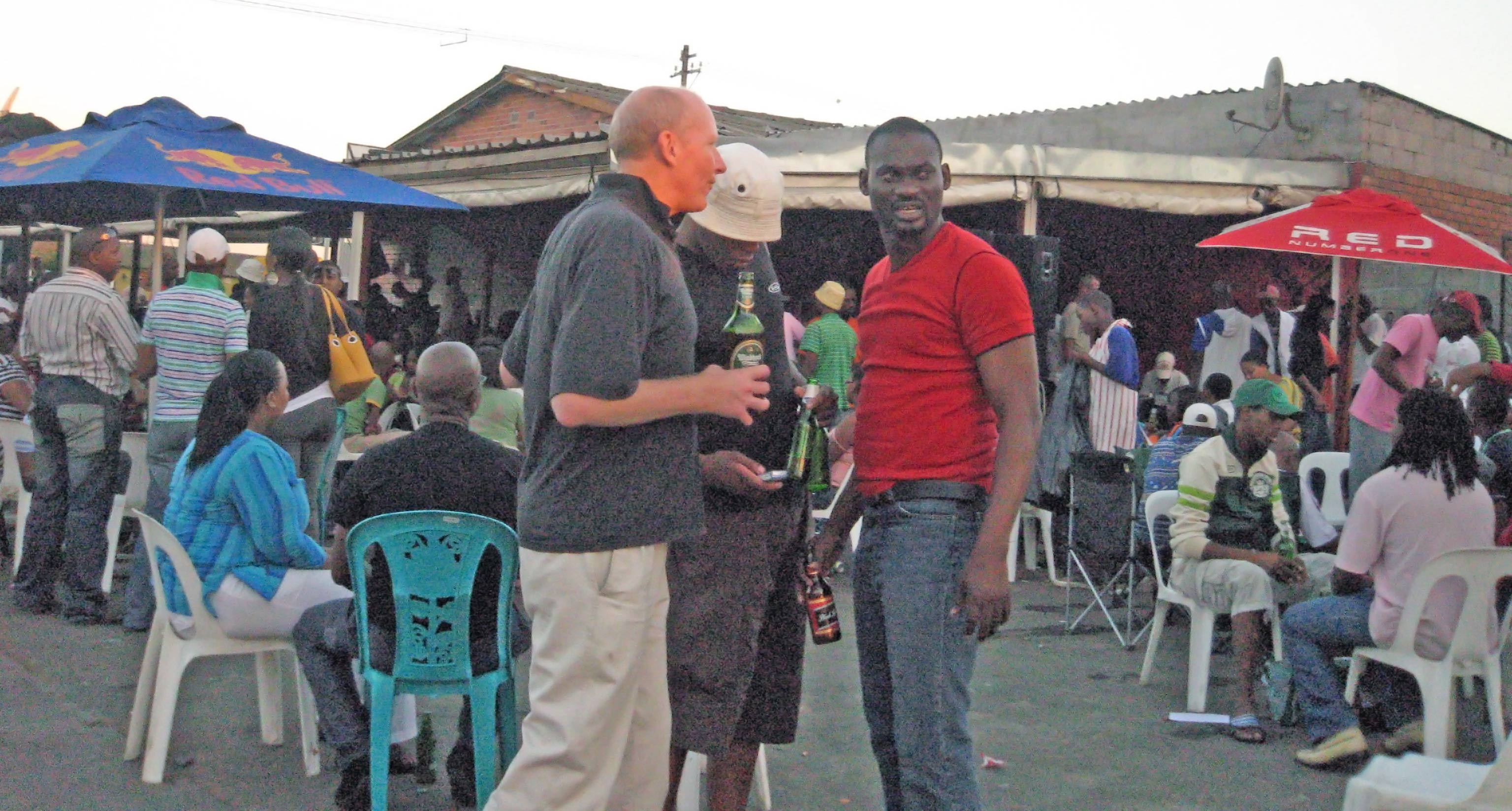
Во дворе заведения.

«У Мзоли» (англ. Mzoli's, также известно под названиями Mzoli's Palace (дворец Мзоли), Mzoli's Meat (мясо от Мзоли) и Mzoli's Butchery (мясная лавка Мзоли)) — крупный мясной рынок и ресторан в Гугулету, пригороде на окраине Кейптауна, Южная Африка. С момента открытия заведения в начале 2003 года ресторан стал популярным местом для посещения жителями Кейптауна и туристической достопримечательностью. Тем не менее, среди жителей Гугулету заведение «У Мзоли» имеет репутацию рассадника общественного пьянства и демонстрации неуважения к местному населению. Заведение названо в честь его основателя и владельца, Мзоли Нгкавузеле.

## История
Заведение «У Мзоли» было открыто в начале 2003 года. Его владелец Мзоли Нгкавузеле получил первоначальный кредит от Банка развития Южной Африки, который поддерживает бизнес, принадлежащий чернокожим. В октябре 2006 года экономические исследования показали, что Мзоли «превратился из неофициального продавца мяса в гараже во владельца одного из самых популярных тусовочных мест в Кейптауне».
В ноябре 2006 года более 30 постоянных клиентов ресторана, включая группу туристов и советника партии Демократический альянс Масизоле Мнкаселу, были арестованы в ходе полицейского рейда за распитие алкоголя в общественных местах. В ресторане Мзоли не продают спиртное, но Нгкавузеле объяснил, что он не может запретить людям приносить свой алкоголь. Этот инцидент породил острую полемику в местной прессе. Туроператор Райан Хант заявил, что полицейские ругали постоянных клиентов и угрожали людям во время проведения допросов. «Полиция создала опасную ситуацию. Людям всегда предлагается посетить эту достопримечательность, но теперь они уедут отсюда из-за такой ситуации», — сказал он. Мнкасела, член комитета по экономическому развитию Кейптауна, добавил: «Заведение Мзоли является всемирно известным и играет ключевую роль в туристической индустрии пригорода. Какого рода сообщения получила полиция?» Африканский национальный конгресс одобрил действия полиции, ссылаясь на необходимость ограничения употребления спиртных напитков в общественных местах.

## Бизнес
Расположенное в пригороде Гугулету, районе с проживанием преимущественно чернокожего населения в 15 километрах к юго-востоку от центра Кейптауна, «У Мзоли» является примером в буквальном смысле «самодельного» рынка и заведения общественного питания, где осуществляется продажа мяса постоянным клиентам. Они, в свою очередь, нанимают независимых предпринимателей-торговцев, работающих в киосках-браалях, которые жарят мясо на гриле и готовят из него еду. «У Мзоли» также является местным центром развлечений, где исполняются дип-хауса и национальная музыка квайто.
Помимо местных жителей, «У Мзоли» привлекает телевизионных звёзд, диджеев, таких как DJ Fresh, политиков, таких как Тони Энгени, бизнесменов, туристов и студентов. «У Мзоли» считается своего рода «базовым местом», где «чёрные бриллианты» (местный термин для мобильного верхнего класса пригорода, состоящего из чернокожих, которые занимаются интеллектуальным трудом в корпорациях) встречаются и общаются. В сентябре 2006 года Саша Плэнтинг из Financial Mail назвал заведение «местом для всех».

## Отношение к заведению местных жителей
Некоторые местные жители, проживающие возле давно запланированного торгового центра, который строится компанией, частично принадлежащей Мзоли, критиковали его планы в 2008 году. Некоторые предприятия были легально выселены или оказались под угрозой выселения из старых зданий, принадлежащих Мзоли, которые затем были снесены, чтобы освободить место для строительства и развития новых зданий. Другие жители близлежащих районов жаловались, что застройщик не нанял для производства работ достаточное количество местных жителей. Критики угрожали разрушить или сжечь как заведение «У Мзоли», так и собственный дом Нгвавузеле, если он не прислушается к их требованиям о предоставлении рабочих мест и постоянных, гарантированных местах для неофициальных торговцев в новом торговом центре.